# Jansenville
Jansenville ist eine Kleinstadt in der Gemeinde Dr Beyers Naudé, Distrikt Sarah Baartman, Provinz Ostkap in Südafrika. Sie liegt 80 Kilometer südlich von Graaff-Reinet, nördlich der Zuurberg Mountains. Die Stadt ist auch der Sitz der Gemeindeverwaltung. 2011 hatte sie 1.134 Einwohner.
Gegründet wurde die Stadt 1854, wie viele Orte in der Karoo, rund um eine Niederländisch-reformierte Kirche. Benannt wurde sie nach dem letzten niederländischen Gouverneur der Kapkolonie, Jan Willem Janssens.

## Sehenswürdigkeiten
- Nahe der Stadt liegt der Addo Elephant National Park
- Sid Fourie House (Museum)

Die örtliche, für die Karoo typische Vegetation wird durch Büsche und sukkulente Pflanzen bestimmt. Eine dort heimische Wolfsmilchsart (Euphorbia jansenvillensis) ist nach dem Ort benannt.